# Оксанен, Софи
Софи О́ксанен (фин. Sofi-Elina Oksanen; род. 7 января 1977[…], Йювяскюля) — финская писательница, активная публицистка, феминистка, участница ЛГБТ-движения.

## Биография
Родилась 7 января 1977 года в городе Йювяскюля. Отец — финн (по профессии — электрик), мать — эстонский инженер, в 1970-е годы эмигрировавшая в Финляндию.
Училась в университетах Йювяскюля и Хельсинки, изучала драму в Академии театра Финляндии.
Публично заявляет о своей бисексуальности, страдает от психогенных пищевых расстройств.
В 2009 году в соавторстве с эстонской писательницей Имби Паю Софи Оксанен выпустила в Финляндии документальный сборник «За всем стоял страх», состоящий из статей различных авторов на тему советского периода в истории Эстонии. В 2010 году сборник «За всем стоял страх» вышел в переводе на эстонский язык.
3 декабря 2012 года награждена медалью «Pro Finlandia» («За Финляндию») ордена Льва Финляндии.
В 2013 году издательство Bazar потребовало с писательницы в судебном порядке около 1 млн евро по заключённому в 2005 году договору на книгу под рабочим названием «Французская груша», которая так и не была написана. 17 июля 2015 года уездный суд Хельсинки приговорил писательницу к выплате компенсации размером в 35 тысяч евро, расторгнув её договор с издательством и предписав Bazar выплатить автору судебные издержки в 15 тысяч евро.

## Романы
- Сталинские коровы /Stalinin lehmät (2003). Номинация на премию Рунеберга.
- Baby Jane (2005).
- Очищение / Puhdistus (2008). Премия «Финляндия» 2008[10], премия Рунеберга 2009[11], премия «Фемина» зарубежному автору (2010), Литературная премия Северного Совета. В 2012 году роман был экранизирован (режиссёр одноимённого фильма — Антти Йокинен). Премьера фильма состоялась в Таллине 30 августа 2012[12]. Фильм был номинирован от Финляндии на премию Оскар[13].

- Когда исчезли голуби[фин.] / Kun kyyhkyset katosivat (2012). Действие романа происходит в Эстонии в 1940-е годы во время нацистской оккупации, а также в 1960-е. Презентация книги состоялась в Таллине 30 августа 2012[12].

Романы «Сталинские коровы», «Очищение» и «Когда исчезли голуби» посвящены истории Эстонии.
- Norma (2015).

## Пьесы
- Очищение (2007, в том же году поставлена в Финском национальном театре, показана в Эстонии и Швеции, в феврале 2011 года поставлена в знаменитом театре-студии Эллен Стюарт Ла МаМа[англ.]
- High Heels Society (2008)

## Признание
- Французская премия Fnac[англ.],
- премия Фемина зарубежному автору (2010),
- Европейская книжная премия (Брюссель) — за роман Очищение.

Самая тиражная газета Эстонии Postimees назвала писательницу персоной года (2009),
- она награждена эстонским Орденом креста земли Марии IV класса (2010).
- Медаль Pro Finlandia (2012).
- Кавалер ордена Искусств и литературы (2018, Франция)[14].
- Крест «За заслуги» II класса (2022, Министерство иностранных дел Эстонии)[15].

В марте 2013 года Софи Оксанен стала первой финской писательницей, награждённой Литературной премией Шведской академии (так называемой «Малой нобелевской премией»).

## Публикации на русском языке
- Очищение. — СПб.: Лимбус-Пресс, 2010.
- Когда исчезли голуби. — М.: АСТ, 2014.